# Jarrod Emmick
Jarrod Emmick (Fort Eustis, Virgínia, 2 de Julho de 1969) é um ator estadunidense, mais conhecido por participar de várias peças de teatro, incluindo The Boy from Oz, ao lado de Hugh Jackman, e Ring of Fire.

## Carreira

### Televisão
- 1998 It's True como Ed Edmunds
- 1997 L.A. Firefighters como Capt. Jack Malloy
- 1997 Pacific Palisades como Nicholas Hadley

### Teatro
- 2006 Ring of Fire
- 2005 Waiting for the Moon
- 2005 I Honestly Love You
- 2003 The Boy from Oz
- 1994 Damn Yankees!

## Prêmios
| Ano  | Premiação   | Categoria                   | Indicado(s)                     | Resultado |
| ---- | ----------- | --------------------------- | ------------------------------- | --------- |
| 1994 | Tony Awards | Melhor ator em peça musical | Jarrod Emmick por Damn Yankees! | Vencedor  |